# Orillon

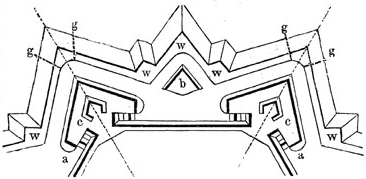
Bastioner med tillbakadragna och rundade flanker, orilloner (a), ger skydd åt kanonbatterierna som täcker mellanliggande fästningsmur (kurtin).

Orillon (av franska oreille, "öra") kallas den del av ett befästningsverk med avrundad planutstakning som skjuter ut framför och skyddar ett annat befästningsverk för fiendens eld.
Dylika värn användes företrädesvis i den italienska befästningsskolan vid bastionens skulderhörn för att skydda den bakomliggande tillbakadragna flanken, varigenom detta viktiga befästningsverk kunde bibehållas oskadat till belägringens sista skede, då det vid fiendens stormning hade att flankera huvudgraven.
Även vid svenska fästningar har orilloner någon gång använts. 1585 års planritning till Kalmar stadsbefästning tog exempelvis upp den här befästningsformen, och Viborgs och Narvas äldsta bastioner var försedda med orilloner. De användes sedermera även av Erik Dahlbergh vid Göteborg och Riga kastell.

## Galleri

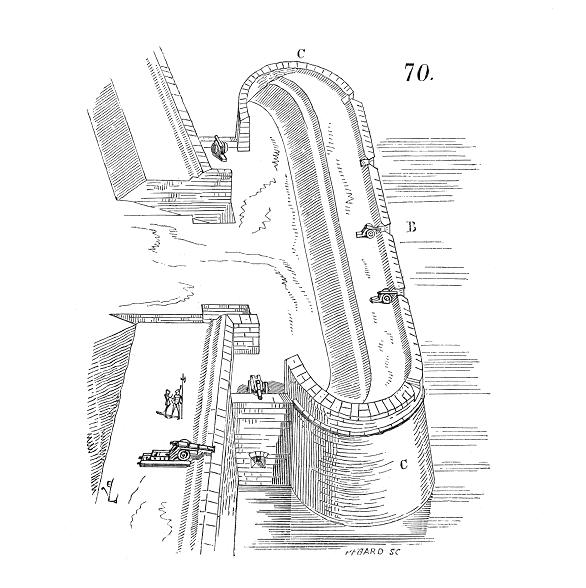
Öronformad bastion med orilloner
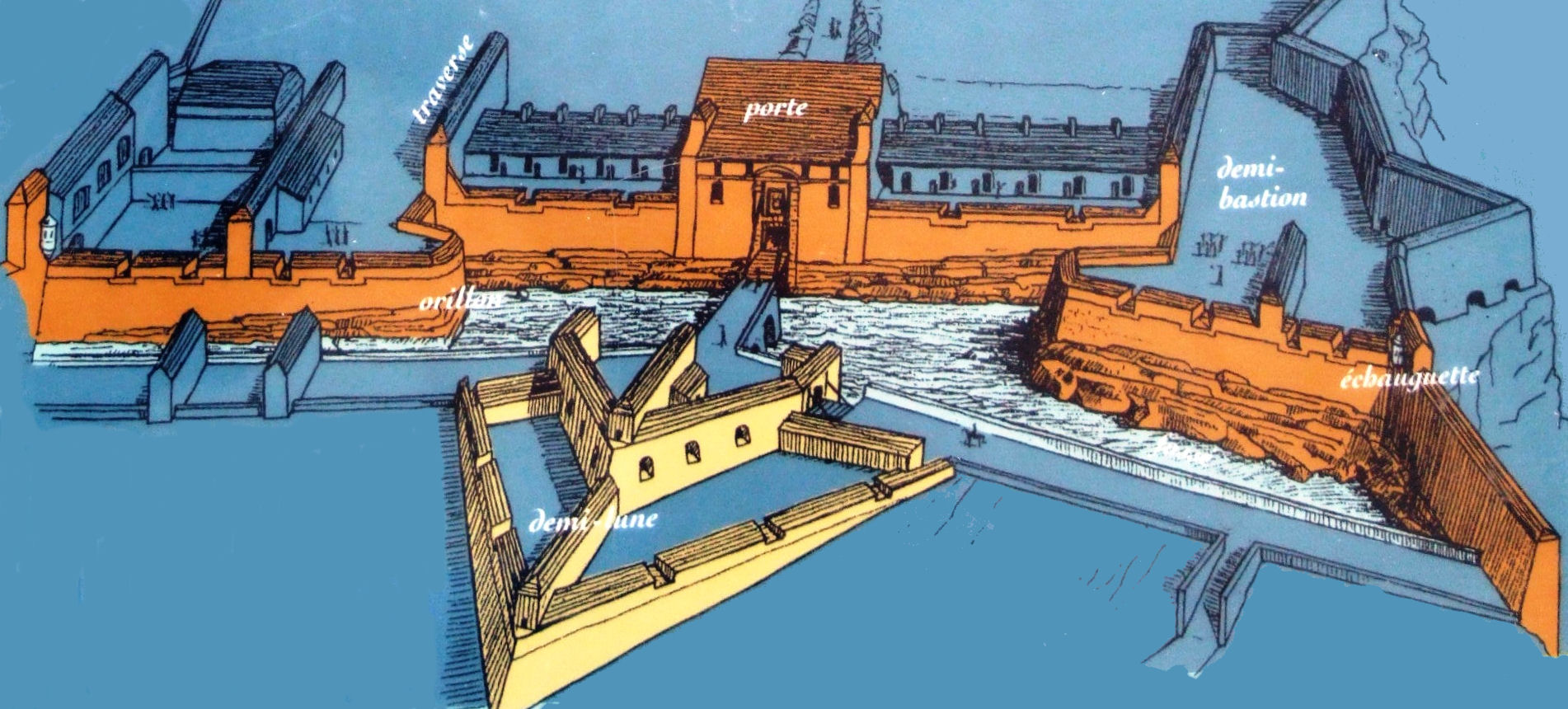
Kanoner i skydd av orilloner täcker porten på Citadelle de Besançon, Frankrike.